# Грачёв, Александр Матвеевич
Алекса́ндр Матве́евич Грачёв (1912—1973) — советский дальневосточный писатель-прозаик и публицист. Жил и работал в Хабаровске.

## Биография

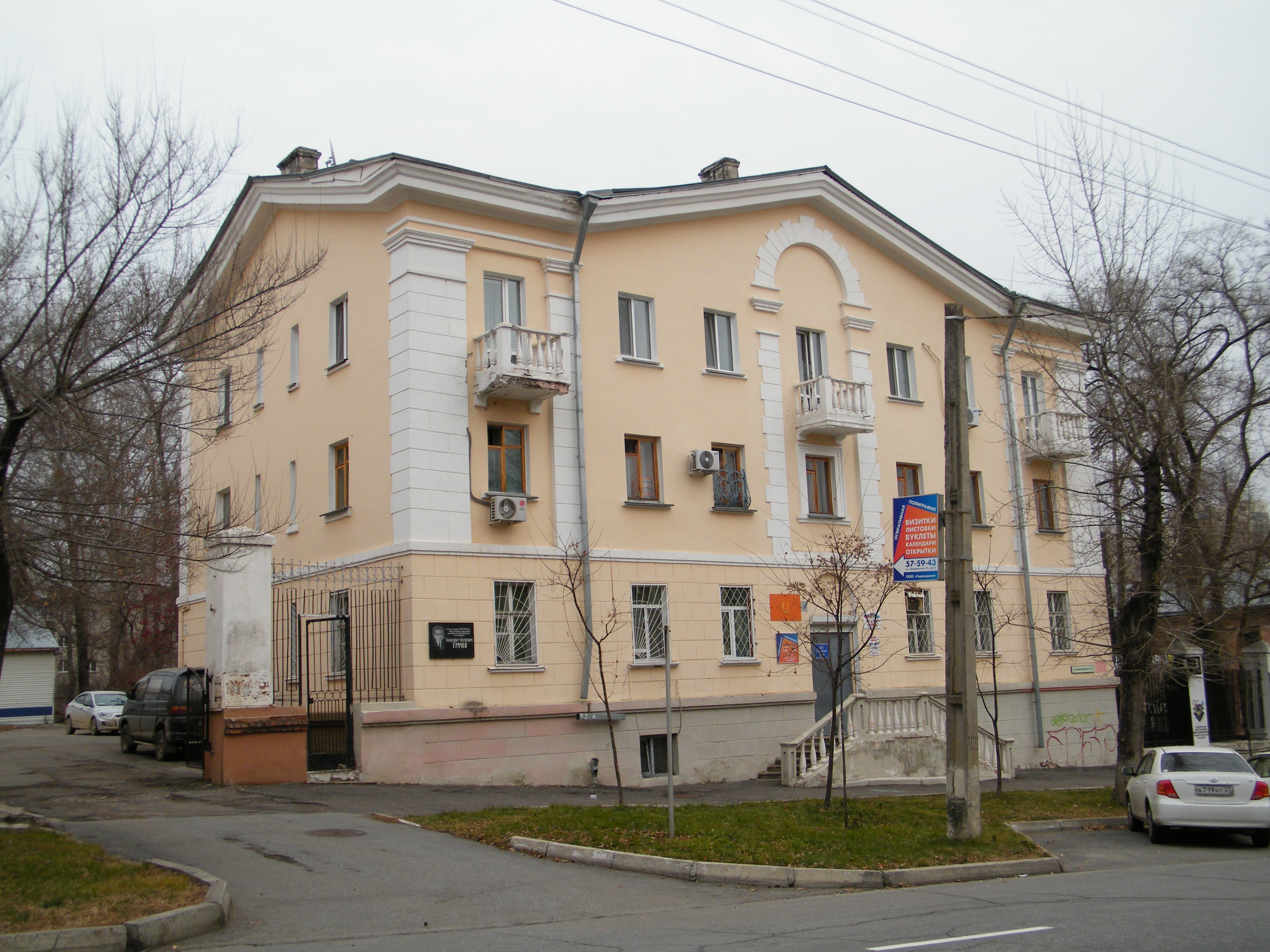
Хабаровск, ул. Дзержинского, 72
Дом, где жил и работал Александр Грачёв

Памятная доска на доме, где жил и работал Александр Грачёв в Хабаровске

Могила Александра Грачёва на Центральном кладбище Хабаровска.

Александр Грачёв родился 23 июня (6 июля) 1912 года на хуторе Меркуловском (на правом берегу реки Дон) Вешенского станичного круга, в крестьянской семье. Отец был вахмистром, а это значит, старшим в эскадроне. В 1919 году отец умер от тифа, и матери пришлось одной воспитывать троих детей.
После окончания школы сельской молодёжи — курсант Новочеркасской кавалерийской школы (недалеко от станицы Каргинской — родины писателя Шолохова). Отчислен по состоянию здоровья (упал с лошади и получил травму).

В своем дневнике Александр Грачёв пишет: 
Времена те были голодные, но мы знали, что рядом живет мать Шолохова — Анастасия Даниловна, и решили взять над ней шефство. А она нас сама подкармливала…
Поступил на рабфак.
Воспитанный на книгах В. К. Арсеньева, Грачёв уехал на Дальний Восток. Сначала служил в штабе военного округа. Как сын бедняка, имевший льготы для поступления без экзаменов в мединститут, поступил, но проучился там всего три месяца.
В 1932 году уехал на строительство Комсомольска-на-Амуре, работал разнорабочим, затем школьным учителем.

В дневнике он пишет: 
Пришел я в райком комсомола. Пробрался к секретарю, а он мне: Грамотный? Писать, читать умеешь? Я и ответить не успел, как стал… сначала учителем, а потом и директором школы
Тогда же Александр Грачев стал писать.
С 1934 года — сотрудник газеты «Амурский ударник» (Комсомольск-на-Амуре). В сборнике «Комсомольск», изданном к двухлетию Комсомольска-на-Амуре, были опубликованы и удостоены первой премии три его рассказа.
В 1940 году вступил в ВКП(б)
Участник войны с империалистической Японией, принимал участие в высадке десанта на Курильские острова.
Этому событию посвящена повесть «Падение Тисима-Ретто» (1956). Было 15 вариантов и 15 названий, одно из последних «На острове Минами». Книга вышла, а вот его курильский дневник был безвозвратно утерян. Как говорит дочь писателя Анна Пономарева: «У меня его выкрали на работе…» (дневники Грачев вёл с 16 лет, их нашли родственники уже после его смерти).

«У отца была страсть к перемене мест, — говорит дочь Грачева. — С Камчатки в 1946 году мы отправились во Владивосток, а оттуда на Дон. У нас была уже большая семья — семеро человек, из них четверо детей, еще его мама Алида, которая всю жизнь с ним и прожила. Звали мы ее баба Лида».
В 1948 году в Сталинграде стали строить Волго-Донской канал, и Грачёву предложили освещать стройку как корреспонденту газеты «Известия».

Грачёв вёл переписку с Всеволодом Никаноровичем Ивановым. В одном из писем Иванов пишет: 
Ну что ты там сидишь, приезжай к нам, в Хабаровск!
В 1953 году, после смерти Сталина, Грачёвы возвратились на Амур.
В том же году Александр Грачёв выбрал и застолбил место для писательских дач на берегу Амурской протоки, недалеко от посёлка Осиновая Речка.
По словам дочери писателя Анны Пономаревой, это был рыбацкий стан. Грачёв купил две трети дома, а одну треть — Всеволод Иванов. Затем на берегу реки появились дачи других литераторов — Юлии Шестаковой, Виктора Александровского, Андрея Пассара, Сергея Феоктистова, в палатке жил прозаик Петр Проскурин.
В честь первого дачника в народе это место стали называть Грачёвка. В 1990-х годах дача Грачева сгорела, а остатки дома разрушили, когда наводили понтонную переправу на Большой Уссурийский остров.
В послевоенные годы Грачёв работал корреспондентом газеты «Тихоокеанская звезда», был собственный корреспондентом газет «Известия», «Литературная Россия», сотрудником ТАСС, Агентства печати «Новости». Заведовал отделом пропаганды Комсомольского сельского райкома КПСС, был секретарём парткома краевой писательской организации, депутатом районного Совета, членом Краевого Совета профсоюзов.
К своему 60-летию Грачев окончил рассказы о природе под названием «Лесные шорохи». Есть заключения специалистов, что все в них верно, ничего он не соврал. Он лишь очеловечил животных, одушевил их. Вышло четыре переиздания.
Похоронен на Центральном кладбище Хабаровска, 1-й сектор (аллея писателей).

### Семья
Супруга — Ефросинья (Фаина) Ивановна Чекункова/Грачева (1913—2000).
Четверо детей (Петр погиб в 1957 г.; старший сын — Станислав (1935) — российский химик, исследователь, младший сын — Леонид (1945—2024) — врач, дочь — Анна Пономарева (1943—2019) — историк).

## Общение с Шолоховым
Идеалом для Грачева среди писателей был его земляк — Михаил Шолохов.
Есть[где?] письмо, в котором он пишет, как ещё до войны посетил М. А. Шолохова:

«Вчера был у Шолохова. На главной улице в центре Вешенской стоит его голубой дом с мансардой. Парадный вход занесен снегом. Иду в хозяйственный вход… И вот, наконец, явился Шолохов — этот титан-художник, 35-летний академик, человек, уважаемый всем культурным человечеством мира. Маленький ростом, коренаст, со свежим лицом и спокойно-проницательными, умными, большими глазами… Беседа продолжалась минут 15. В доме готовились к свадьбе свояченицы М. А. Ушел я рассеянный, немного огорченный, слишком короткой встречей, но полный желаний и энергии…»
6 мая 1966 года на пути в Японию Шолохов побывал в Хабаровске и встречался с Грачевым. Высокого гостя принимали на даче в Грачевке, потчевали фирменной ухой. Помня давнее желание Шолохова отведать амурских карасей (он как-то писал об этом Грачеву), ему преподнесли целого, жирного карася.

## Награды и звания
- орден «Знак Почёта» (23.06.1972)
- Лауреат премии Хабаровского комсомола — за роман «Первая просека» (1976, посмертно).
- Член Союза писателей СССР.

### Роман
- Первая просека [первонач. назв. Город в тайге]. (1960; Кн. 1, 2, 1977)

### Повести
- Тайна Красного озера. (приключенческая повесть о геологах, 1948)
- Падение Тисима-Ретто. ([первонач. назв. На острове Минами], приключенческая повесть об освобождении Курильских островов, 1956)
- Сторожка у Буруканских перекатов. (1962)
- Люди ударной стройки. (повесть о строителях Комсомольска-на-Амуре, 1964)
- Лесные шорохи. (повесть о природе, 1970; — 4-е изд., пересм., 2006)
- Сквозь мартовские снега. (приключенческая повесть, серия «Дальневосточные путешествия и приключения», издана в 1973 году)
- Путешествие в край юности. (неокончена, издана в 1974 году)
- Дума о пограничнике. (документально-художественное повествование о дальневосточной границе, издана в 1976 году)

### Очерки
- Размышление у карты. Холдами — сумка сокровищ. (В кн.: Подвиг на Амуре продолжается. — Хабаровск, 1967. — С. 5-37.)
- В краю снежных гор. (В кн.: Амур — река подвигов. — Хабаровск, 1970. — С. 634—659.)
- Впереди — океан. (Из писательского блокнота.) (В кн.: Грачев Л. Путешествие в край юности. —Хабаровск. 1974. — С. 63-78.)
- Начало: Из дневника: [О стр-ве Комсомольска-на-Амуре] // Дал. Восток. — 1982. — № 5. — С. 119—124.
- Проделки хитрого Пиика // Сельский календарь. 1984. — М., 1983. — С. 204: фот.